# 연산 RAM
연산 RAM 혹은 연산 랜덤 엑세스 메모리(Computational RAM, C-RAM)는 연산 처리 장치가 동일한 칩에 통합 된 랜덤 액세스 메모리이다. 이를 통해 C-RAM을 SIMD 컴퓨터로 사용할 수 있다.  이를 이용하면 메모리 칩 내에서 메모리 대역폭을보다 효율적으로 사용할 수 있다.

## 개요
가장 영향력있는 연산 RAM 구현은 The Berkeley IRAM Project에서 나왔다. 벡터 IRAM (V-IRAM)은 DRAM과 벡터 프로세서를 한 칩안에 집적하였다.

## 예
1980년대에는 FORTH를 실행하는 작은 CPU가 PUSH와 POP명령어를 개선하기 위해 DRAM 칩안에 넣어졌다. FORTH는 스택 지향 프로그래밍 언어이기 때문에 효율성이 향상되었습니다.
1980년대 초반에 만들어진 트랜스퓨터는 프로세서 인 메모리로 커다란 메모리 칩으로 되어있었다.
2021년 삼성전자에서는 메모리 안에 인공지능 관련 연산을 수행하는 프로세서를 내장한 HBM-PIM(High Bandwidth Memory - Processor In Memory) 칩을 발표하였다.